# Carolus Lindberg

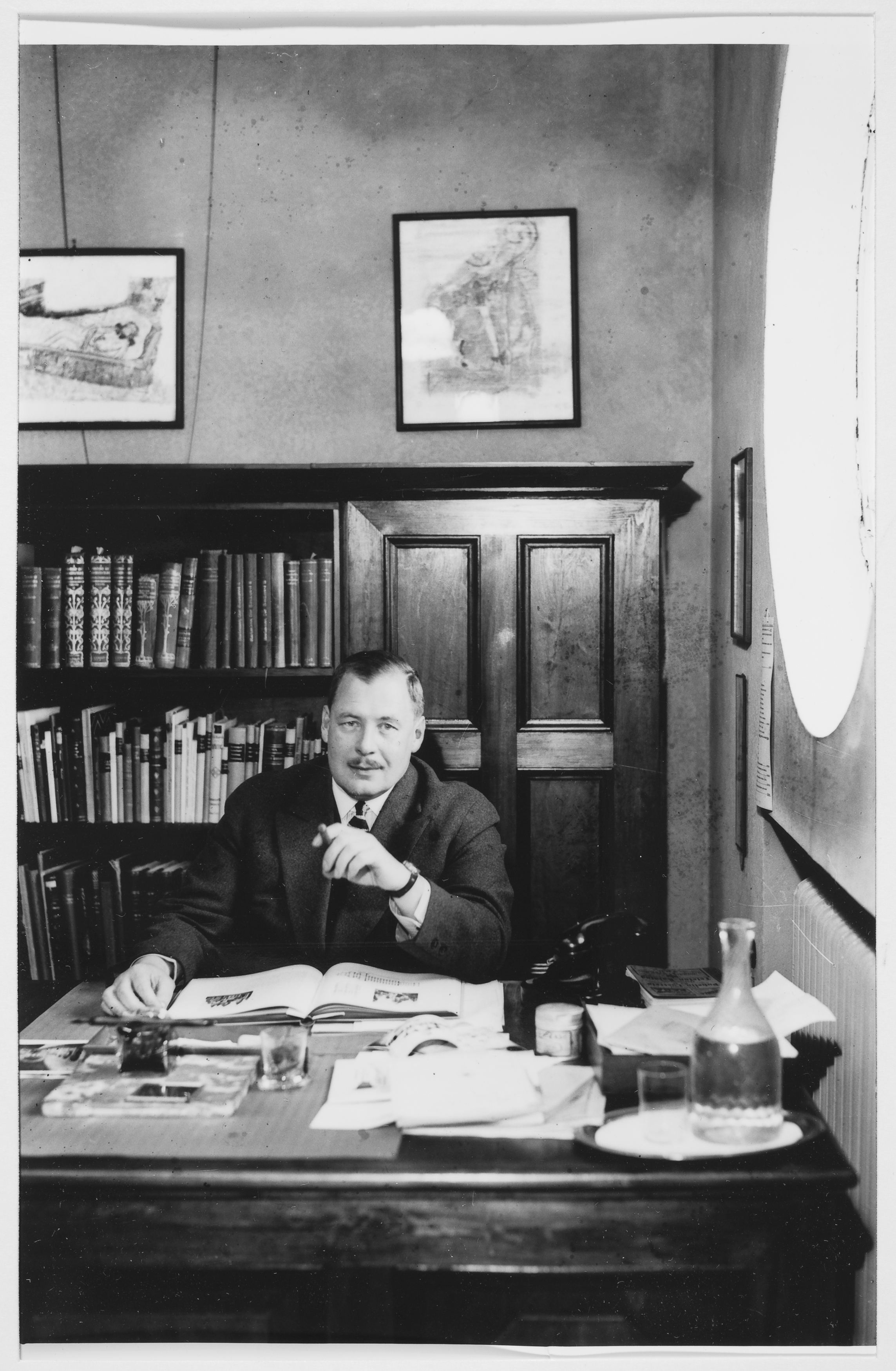
Carolus Lindberg im Jahr 1931

Carolus Lindberg (* 5. November 1889 in Helsinki; † 10. Mai 1955 ebenda) war ein finnischer Architekt und Fußballfunktionär.

## Leben und Werk
Carolus Lindberg studierte von 1908 bis 1914 Architektur an der Technischen Hochschule in Helsinki. Danach bildete er sich in anderen skandinavischen Ländern, in Großbritannien, Italien und auf dem Balkan fort.
Von 1916 bis 1924 war Carolus Lindberg wissenschaftlicher Mitarbeiter für Stadtplanung an seiner Heimathochschule. 1918 gründete er sein eigenes Architekturbüro. 1919 promovierte er mit einer Arbeit über mittelalterliche Steinkirchen. Von 1921 bis 1927 war er Chefredakteur einer finnischen Architekturzeitung. 1925 wurde Lindberg Professor für finnische und nordische Baukunst und Ornamentik. Neben seiner Arbeit als Architekt ist er in Finnland auch als Karikaturist und Buchillustrator bekannt.

## Wichtigste Projekte
Carolus Lindberg ist vor allem bekannt für seine Restaurierungsarbeiten in den Kirchen von Hollola, Janakkala und Vanaja sowie in der Burg Turku. Daneben gestaltete er die Stadtwappen von Hamina, Hollola, Rauma und Savonlinna. Außerdem war er als Stadtplaner tätig (unter anderem für Lahti, Hyvinkää und Valkeakoski). Von Carolus Lindberg stammt auch das Haus der Schriftstellerin Hella Wuolijoki in Marlebäck.

## Aktivitäten im Fußball
Lindberg war neben seiner beruflichen Tätigkeit als Fußballfunktionär aktiv. Er arbeitete zunächst als stellvertretender Vorsitzender im finnischen Fußballverband und wurde 1912 zum Vorsitzenden gewählt. Im selben Jahr war er auch Trainer der finnischen Fußballnationalmannschaft bei den Olympischen Spielen in Stockholm. Finnland erreichte im Fußballturnier das Halbfinale, in dem man sich mit 0:4 der britischen Auswahl geschlagen geben musste. Im Spiel um Bronze unterlag Finnland der Niederlande deutlich mit 0:9.

## Bedeutende Veröffentlichungen
- Koristetaide, 1927
- Pohjolan rakennustaide, 1930
- Pohjolan valkea kaupunki, 1931
- Suomen kirkot, 1934